# Vint-i-tres
El vint-i-tres és un nombre natural que segueix el vint-i-dos i precedeix el vint-i-quatre. S'escriu 23 en xifres àrabs, XXIII en les romanes i 二十三 en les xineses.
Ocurrències del vint-i-tres:
- És un nombre primer.[1]
- És el nombre atòmic del vanadi.[2]
- És el nombre d'elements no-metalls, incloent-hi l'hidrogen.
- És el número dels Illuminati.
- És un dels «nombres misteriosos» de la sèrie Lost, Perduts.
- El 2007 es va estrenar una pel·lícula basada en aquest nombre, The Number 23 de Joel Schumacher.
- Designa l'any 23 i el 23 aC.
- En un grup de 23 o més persones a l'atzar, la probabilitat que n'hi hagi dues que celebrin l'aniversari el mateix dia supera el 50%.
- El Factorial de 23 té 23 xifres.
- És el quart nombre de Thàbit.